# Зельона-Лонка (Великопольське воєводство)
Зельона-Лонка (пол. Zielona Łąka, нім. Grünewiese) — село в Польщі, у гміні Плешев Плешевського повіту Великопольського воєводства.
Населення — 747 осіб (2011).
У 1975-1998 роках село належало до Каліського воєводства.

## Демографія
Демографічна структура станом на 31 березня 2011 року:
|          | Загалом | Допрацездатний вік | Працездатний вік | Постпрацездатний вік |
| -------- | ------- | ------------------ | ---------------- | -------------------- |
| Чоловіки | 368     | 89                 | 252              | 27                   |
| Жінки    | 379     | 86                 | 226              | 67                   |
| Разом    | 747     | 175                | 478              | 94                   |